# Considia meridionalis
Considia meridionalis är en insektsart som beskrevs av Schmidt 1910. Considia meridionalis ingår i släktet Considia och familjen spottstritar. Inga underarter finns listade i Catalogue of Life.